# Knock (film, 1925)
Pour les articles homonymes, voir Knock.
Pour plus de détails, voir Fiche technique et Distribution.
Knock, ou le Triomphe de la médecine est un film de René Hervil en 1925, adapté de la pièce de théâtre éponyme de Jules Romains.

## Synopsis
Le docteur Parpalaid, brave docteur de la petite bourgade de Saint-Maurice, prend sa retraite. Il n'a pas fait beaucoup d'affaires : les habitants du lieu sont d'une insolente bonne santé et en plus, ils sont radins. Son successeur, le docteur Knock, n'entend pas laisser les choses en l'état. Avec lui, tout le monde va être malade et tout le monde va débourser.

## Fiche technique
- Titre : Knock, ou le Triomphe de la médecine
- Réalisation : René Hervil
- Scénario : adaptation de Jean Manoussi et Pierre Hamp d'après la pièce de théâtre éponyme de Jules Romains (1923)
- Photographie : Armand Thirard et René Guichard
- Production : Charles Delac / Production déléguée : Marcel Vandal
- Société de production : Le film d'art-Vandal et Delac
- Société de distribution : Établissements Louis Aubert
- Pays de production : France
- Format : Noir et blanc - Muet - 1,33:1 - 35 mm
- Genre : Comédie satirique
- Durée : 100 minutes
- Date de sortie :
  - France : 18 décembre 1925 selon Bifi et  16 mars 1926 selon Imdb

## Distribution
- Fernand Fabre : le docteur Knock
- Maryanne : Madame Parpalaid
- Léon Malavier : le docteur Parpalaid
- Raoul Darblay : le pharmacien Mousquet
- Luce Fabiole : la charcutière
- Louis Monfils : Raffalens
- Iza Reyner : la dame en noir
- René Lefèvre : le chauffeur
- Irma Perrot : la patronne de l'hôtel
- Régiane fils : la pharmacienne
- Georges Morton : un paysan
- Lucien Carol : un paysan
- Maryse Noel

## Autour du film
Film tourné, pour l'essentiel de ses scènes extérieures à Uzerche en Corrèze. Une projection exceptionnelle a été réalisée au cinéma Louis Jouvet de la ville d'Uzerche en février 2011 devant des spectateurs descendants des acteurs/figurants du film de l'époque, à la suite d'un travail collaboratif entre la Cinémathèque de Nouvelle-Aquitaine et la municipalité en place.